# Учали
Учали (рус. Учалы) град је у Русији у републици Башкортостан. Према попису становништва из 2010. у граду је живело 39.722 становника. Учали је велики центар рударства. Град је на граници између Европе и Азије.

## Становништво
Према прелиминарним подацима са пописа, у граду је 2010. живело 39.722 становника.
| 1959.  | 1970.  | 1979.  | 1989.  | 2002.  | 2010.  |
| ------ | ------ | ------ | ------ | ------ | ------ |
| 11.297 | 21.808 | 27.603 | 32.404 | 37.200 | 37.788 |